# 西南交通大学校歌
《西南交通大学校歌》是西南交通大学的校歌。该歌曲原型最初谱写于1934年，名为《国立交通大学唐山工程学院院歌》。歌词作者为中央研究院院士吴稚晖，曲作者不详。
1947年5月15日，唐山铁道学院（西南交通大学）在唐山举行了唐山复校和51周年校庆活动。稍加修改后，重新公布了学院院歌。此版院歌称为1947年版《国立交通大学唐山工程学院院歌》。
2011年5月15日，西南交通大学举行了115周年校庆，修改了1947年版院歌的曲谱并命名为《西南交通大学校歌》。
至此以後，在毕业典礼上播放并全体齐唱校歌。每年該校都會製作校歌相關MV上傳至網絡。

## 背景
1921年7月1日，交通大学成立，下设立北京学校、唐山学校、上海学校。
1928年12月，交通大学移归铁道部管辖，统称铁道部交通大学，分上海本部、交通大学唐山土木工程学院和北平铁道管理学院。
1929年10月4日，交通大学管理层发布训令，要求各学院分别撰制校徽、校章、校歌、校训等。
1929年10月30日，铁道部交通大学发布了《征求校歌院歌简章》，开始征求交通大学校歌、铁道管理学院院歌、机械工程学院院歌、电机工程学院院歌和土木工程学院院歌，并制定了相应的酬赠办法。
1930年5月2日，交通大学校训校歌专案审查委员会召开第二次会议，审议了“唐山北平两院院歌案”，并决议唐山校歌及乐谱送交国立音乐院审查。

## 歌词
翳唐山，灵秀钟；我学院，声誉隆。灌输文化尚交通。
习矿冶，土木工，窥学术，贯西中，相期同造最高峰。
璨兮如金在熔，璀兮如玉相攻。桃浓李郁，广座被春风。
宜诚笃，宜勤朴，基础坚，事功崇。文轨车书郅大同。
璨兮如金在熔，璀兮如玉相攻。桃浓李郁，广座被春风。
宜诚笃，宜勤朴，基础坚，事功崇。文轨车书郅大同。